# Mäetaguse
Mäetaguse (tyska: Mehntack) är en småköping (estniska: alevik) i Alutaguse kommun i landskapet Ida-Virumaa i nordöstra Estland. Orten ligger strax väster om Riksväg 3, söder om staden Jõhvi.
Väster om orten ligger en by med samma namn, Mäetaguse.
I kyrkligt hänseende hör orten till Jõhvi församling inom den Estniska evangelisk-lutherska kyrkan.